# Biểu tình Jordan 2011–2012
Một loạt các cuộc biểu tình đang diễn ra tại Jordan, kết quả là nội các chính phủ bị sa thải.
Lạm phát giá thực phẩm và tiền lương là một nguyên nhân cho sự bất mãn trong nước. Ngoài ra còn có nguyên nhân các cuộc nổi dậy 2010-2011 tại Tunisia, Ai Cập đưa ra hy vọng cho sự thay đổi chính trị trong khu vực. Cùng với tình trạng bất ổn ở những nơi khác ở Trung Đông và Bắc Phi, bao gồm cả những rối loạn trong Jordan và Yemen, đây là một phần của các cuộc biểu tình tại Trung Đông và Bắc Phi 2010–2011 cũng được gọi là hiệu ứng domino của tình trạng bất ổn Ả Rập. Sau nhiều cuộc biểu tình, quốc vương Abdullah II thay đổi nội các và bổ nhiệm Marouf al-Bakhit làm thủ tướng Jordan.

## Bối cảnh
Kinh tế Jordan tiếp tục vật lộn với một mức thâm hụt kỷ lục 2 tỷ USD trong năm nay. Lạm phát ở Jordan đã. tăng 1,5% lên 6,1% vào tháng 12 năm 2010, và mức thất nghiệp và đói nghèo đã trở thành phổ biến, lần lượt là ước tính khoảng 30% và 25%. Chính phủ cũng bị cáo buộc bần cùng hoá giai cấp công nhân với luật thuế lũy thoái buộc người nghèo phải nộp mức thuế với tỷ lệ cao hơn thu nhập của họ. Quốc hội bị cáo buộc là làm một "con dấu cao su" cho ngành hành pháp.